# Їжак довгоголковий
Їжак довгоголковий або Їжак Брандта (Paraechinus hypomelas) — вид їжаків з роду Paraechinus родини Їжакових. Цей нічний вид населяє річкові чи вологі степові, напівпустельні на пустельні місця проживання. Здається, віддає перевагу глинистим і лесовим ґрунтам. 

## Розповсюдження
Країни проживання: Афганістан, Іран, Оман, Пакистан, Саудівська Аравія, Таджикистан, Туркменістан, Узбекистан, Ємен, можливо, Казахстан. Зустрічаються до висоти 1500 м над рівнем моря.